# Santiago de Chilcas (distrito)
O Distrito peruano de Santiago de Chilcas é um dos onze distritos que formam a Província de Ocros, situada no Ancash, pertencente a Região Ancash, Peru.

## Transporte
O distrito de Santiago de Chilcas é servido pela seguinte rodovia:
- AN-112, que liga a cidade de Ticllos ao distrito de Cochas[2][3][4]